# Amedeo di Saluzzo
Amedeo di Saluzzo (Sabóia, 1361 - Saint-Donat, 28 de junho de 1419) foi um cardeal italiano do século XV.

## Primeiros anos
Segundo dos doze filhos de Federico II, marquês de Saluzzo, e Béatrix de Genève. Ele também está listado como Johannes Amadeus de Saluciis; e seu sobrenome como de Saluces e como Salutis. Sobrinho do antipapa Clemente VII por parte de mãe.
Licenciatura em direito civil. Ele foi signore de Anton e Varey, 1396-1419. Cânon do capítulo da catedral metropolitana de Saint-Jean de Lyon em 1373; mais tarde, seu arquidiácono. Diácono de Sainte-Marie di Bajeux. Abade de Savigny.
Eleito bispo de Valence et Die, 4 de novembro de 1383; ele era diácono e tinha vinte e dois anos. Nunca recebeu a consagração episcopal. Arquidiácono de Lyon, 1º de novembro de 1378. Arquidiácono de Liège.
Criado diácono pseudocardeal de S. Maria Nuova no consistório de 23 de dezembro de 1383; manteve a administração de sua sé até 15 de junho de 1388. Visitou a rainha Maria de Nápoles em Villeneuve-lés-Avignon em 7 de janeiro de 1384; e novamente no dia 24 de novembro seguinte em Pont-de-Sorgues vindo de Valence; eles se encontraram novamente em Rochemaure em 29 de agosto de 1387 para negociar o casamento de seu filho Carlos II. Foi nomeado arquidiácono de Reims em janeiro de 1389. Arquidiácono de Reims de 1384 a 4 de janeiro de 1419. Cônego do capítulo da catedral de Ruão, 1385-1403; seu arquidiácono, 1403-1419.
Saluzzo estava ausente quando o antipapa Clemente VII morreu em 16 de setembro de 1394 porque estava em Bollène; chegou para as exéquias e participou do conclave de 1394, que elegeu o antipapa Bento XIII. Executor do testamento do Cardeal Jean de Murol. Legado em Paris em 1398 com os cardeais Guy de Malsec e Pierre de Thury; esteve em Paris de janeiro a 24 de junho de 1399; teve que partir devido à peste e foi para a Normandia; depois, em outubro, foi para Rouen; retornou a Paris em dezembro de 1399; voltou a Avignon em janeiro de 1401. Cardeal protodiácono em 1403. Camerlengo do Sagrado Colégio dos Cardeais, 1403-1419; deposto em 1408 por ter aderido à obediência de Pisa, mas reconduzido pelo antipapa Alexandre V em 1409; e depois confirmado pelo Papa Martinho V; de 1409 a 1412, dividiu o cargo com o pseudocardeal Enrico Minutoli.
Legado perante o rei de Aragão. Em 1408, abandonou o antipapa Bento XIII, que o depôs em 21 de outubro daquele ano. Participou do Concílio de Pisa. Participou do conclave de 1409, que elegeu o antipapa Alexandre V. Enviado pelo novo antipapa em missão a Genebra em 16 de outubro de 1409. Não participou do conclave de 1410, que elegeu o antipapa João XXIII. Participou do Concílio de Constança. Camerlengo da Santa Igreja Romana por volta de 1416. Participou do conclave de 1417, que elegeu o Papa Martinho V. Deixou Constança em 16 de dezembro de 1417, acompanhando o papa a Florença. Enviado pelo novo papa como legado à França e à Alemanha. Ele fez seu testamento em 19 de junho de 1419.
Cardeal Amedeo morreu em Saint-Donat em 28 de junho de 1419, arquidiocese de Vienne (atual diocese de Valence). Seu funeral foi celebrado em Reims em 29 de junho de 1419. Seu corpo foi transferido para Lyon e sepultado na catedral primacial de Saint-Jean de Lyon; seu túmulo foi destruído pelos calvinistas em 1562.